# Putatsari
Putatsari is een bestuurslaag in het regentschap Grobogan van de provincie Midden-Java, Indonesië. Putatsari telt 10.373 inwoners (volkstelling 2010).